# 影崎由那
影崎由那（1973年3月3日—）是日本漫畫家與遊戲的原畫（含人物設定），擁有3個筆名。大學輟學後在日本成人遊戲公司姬屋Soft任職，同時畫成人漫畫與一般漫畫。自《增血鬼果林》連載期間起以漫畫為主業。

## 作品

### 漫画
影崎由那
- 傻女闖天關（大正小町事件帖 櫻の一番！），全5冊，長鴻出版社代理台灣中文版
- 增血鬼果林（かりん），全14冊，長鴻出版社代理台灣中文版
- 碧海的AiON（碧海のAiON），全11冊，台灣角川代理台灣及香港中文版
- 怪人公寓（すとれんじマンション），全1冊，尖端出版代理台灣中文版
- 暮蟬悲鳴時重病篇、短篇24頁收錄於《暮蟬悲鳴時短篇漫畫精選集》 ISBN 9789861749174
- 哥哥★妄想暴走（おにいちゃん☆コントロール），長鴻出版社代理台灣中文版
- 魔女之家 艾蓮日記（ドラゴンエイジ）
- 站起來吧！半獸人先生（たちあがれ! オークさん），原作阿羅本景。
- ，原作：マグム[1]

影崎夕那
- （遊戲）

影山由多

### 遊戲原畫
一般向遊戲
- D.C.P.S.（D.C.P.S. 〜ダ・カーポ〜 プラスシチュエーション）

18禁遊戲
- コ・コ・ロ・・・2（日语：コ・コ・ロ・・・ #コ・コ・ロ…II）

## 外部連結
- （日語）http://home.cilas.net/~kagesaki/garakuta/ （页面存档备份，存于）
- （日語）Amazon.co.jp:影崎由那、影崎夕那、影山由多: 本